# Indické námořnictvo
Indické námořnictvo je součástí indických ozbrojených sil. Je pátým největším námořnictvem světa. Tvoří ho 67 000 aktivních námořníků, 5000 příslušníků námořního letectva, 2000 mariňáků a 1000 vojáků jednotek Sagar Prahari Bal. V současnosti provozuje více než 155 lodí, včetně letadlových lodí INS Vikrant a INS Vikramaditya a 250 letadel. Mezi jeho hlavní úkoly patří obrana indických vod, spolupráce na mezinárodních misích a pomoc při humanitárních katastrofách. V posledních letech námořnictvo prochází rozsáhlou modernizací a expanzí. Řada indických válečných lodí byla postavena v domácích loděnicích a rovněž do vývoje investuje Indie značné prostředky. Hlavní indické základny jsou Bombaj a Visakhapatnam.

## Historie

Vlajka námořnictva

2001–2004

1950–2001

Indie má velice dlouhou námořní tradici, navíc zde od 16. století působila loďstva koloniálních zemí. Asi největší vliv přitom měli Britové, kteří subkontinent postupně ovládli a svou moc zde udrželi do poloviny 20. století. Pod jejich vlivem se zde postupně vytvořilo námořnictvo, které se zapojilo i do první a druhé světové války. Od roku 1934 až do zániku britské nadvlády neslo pojmenování Indické královské námořnictvo (Royal Indian Navy). Na počátku druhé světové války přitom mělo pouze osm lodí (z toho pět malých šalup) a méně než 2000 osob. Na konci války jeho síla narostla na 117 lodí a 30 000 osob.
V roce 1947 Indie získala samostatnost a její námořnictvo přestalo být podřízeno britské koruně. Po vyhlášení Indické republiky v roce 1950 se z Indického královského námořnictva stalo Indické námořnictvo. Už v té době přitom Indie měla ambici stát se regionální námořní mocností. V roce 1950 přitom mělo lehký křižník Delhi, tři torpédoborce, čtyři fregaty, jedno výzkumné plavidlo, 10 minolovek, výsadkovou tankovou loď a šest tankových výsadkových člunů. Až do poloviny šedesátých let si Indie pořizovala většinu lodí s pomocí Velké Británie. Poté však navázala kontakty se Sovětským svazem, který se stal jejím hlavním dodavatelem. Intenzivní spolupráce s Ruskem přitom probíhá dodnes.
V polovině 90. let mělo indické námořnictvo přes 100 válečných lodí, včetně 2 starších letadlových lodí, 23 torpédoborců a fregat a 15 ponorek. Řada lodí však nebyla, pro nedostatek financí, bojeschopná.

## Složení

### Letadlové lodě
- Třída Vikrant
  - Vikrant (R11)

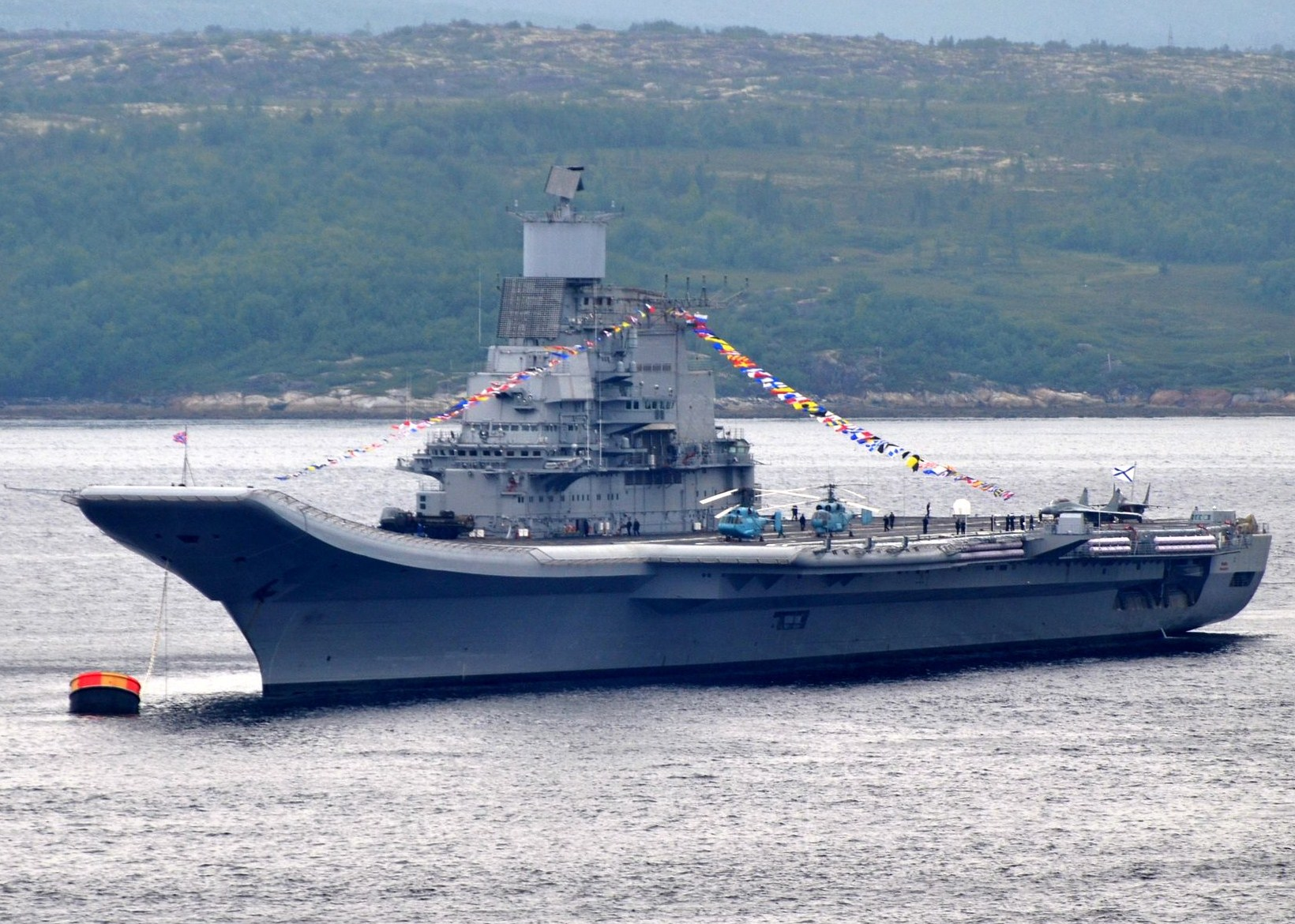
INS Vikramaditya

- INS Vikramaditya (ex Baku) – přestavěná sovětská letadlová loď

### Torpédoborce
- Třída Visakhapatnam
  - Visakhapatnam (D66)
  - Mormugao (D67)
  - Imphal (D68)
  - Surat (D69)

- Třída Kolkata
  - Kolkata (D63)
  - Kochi (D64)
  - Chennai (D65)

- Třída Delhi
  - Mysore (D60)
  - Delhi (D61)
  - Mumbai (D62)

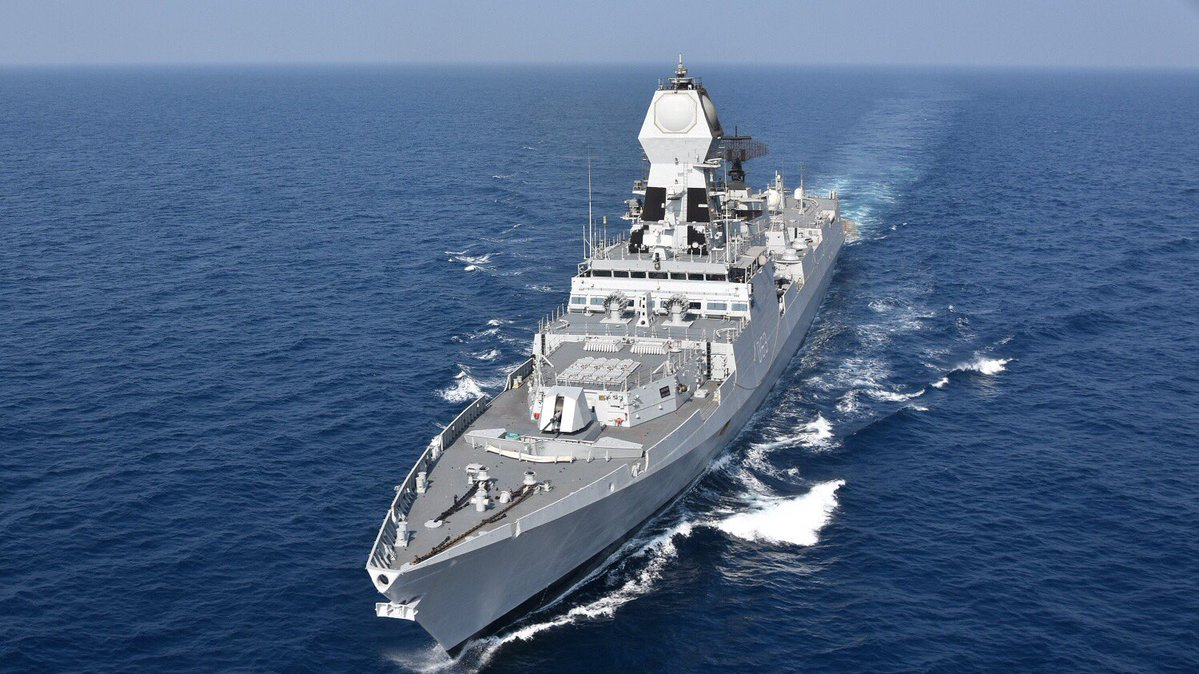
INS Kolkata (D63)

- Třída Rajput – derivát sovětské třídy Kashin
  - Rana (D52)
  - Ranvir (D54)
  - Ranvijay (D55)

### Fregaty

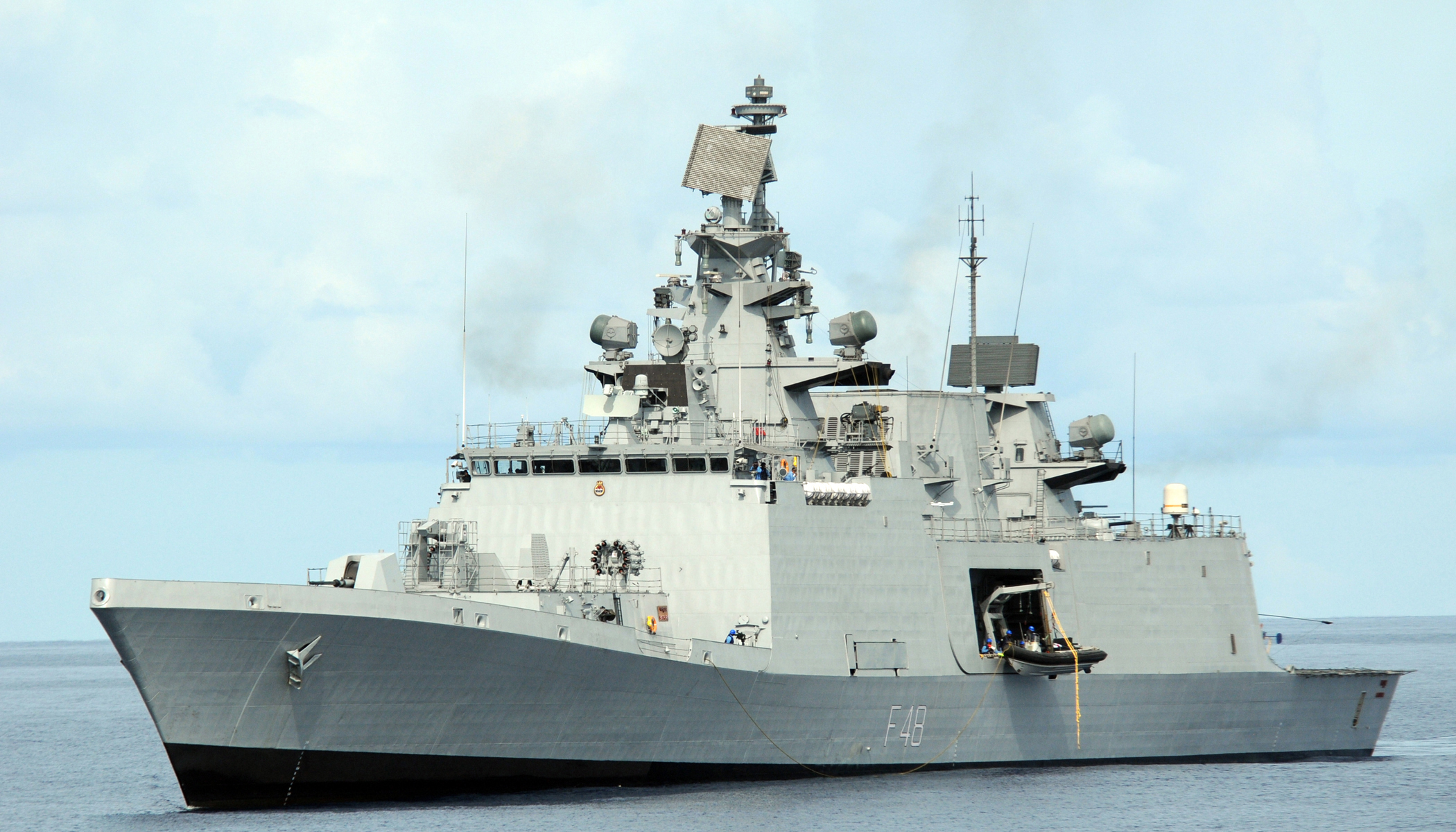
Satpura (F48)

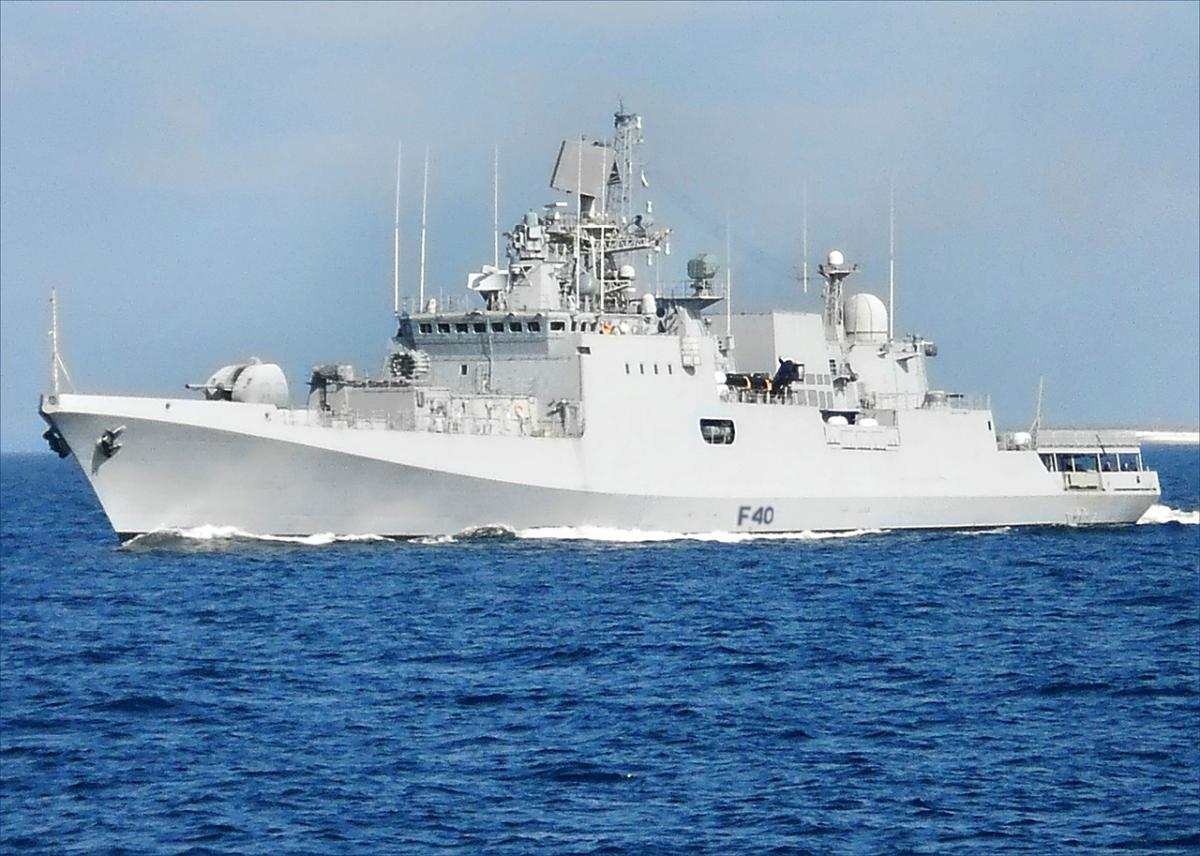
Talwar (F40)

- Třída Nilgiri
  - Nilgiri (F33)

- Třída Shivalik
  - Shivalik (F47)
  - Satpura (F48)
  - Sahyadri (F49)

- Třída Talwar
  - Talwar (F40)
  - Trishul (F43)
  - Tabar (F44)
  - Teg (F45)
  - Tarkash (F46)
  - Trikand (F50)
  - Tushil (F70)
  - Tamal (F71)

- Třída Brahmaputra
  - Brahmaputra (F31)
  - Beas (F37)

### Korvety
- Třída ASW-SWC (1 ks)
- Třída Kamorta (4 ks)
- Třída Kora (4 ks)
- Třída Khukri (4 ks)

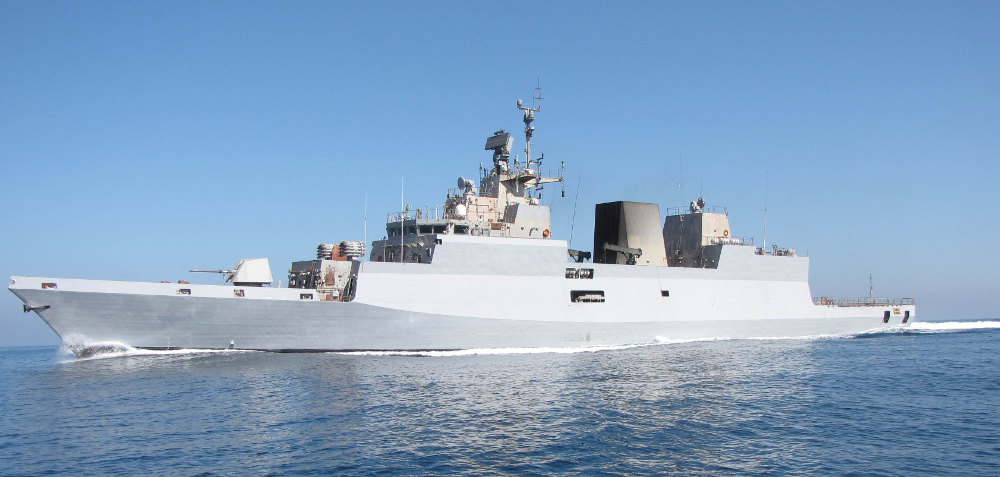
INS Kamorta (P28)

- Třída Veer (7 ks) – derivát sovětské třídy Tarantul
- Třída Abhay (1 ks) – derivát sovětské třídy Pauk

### Ponorky

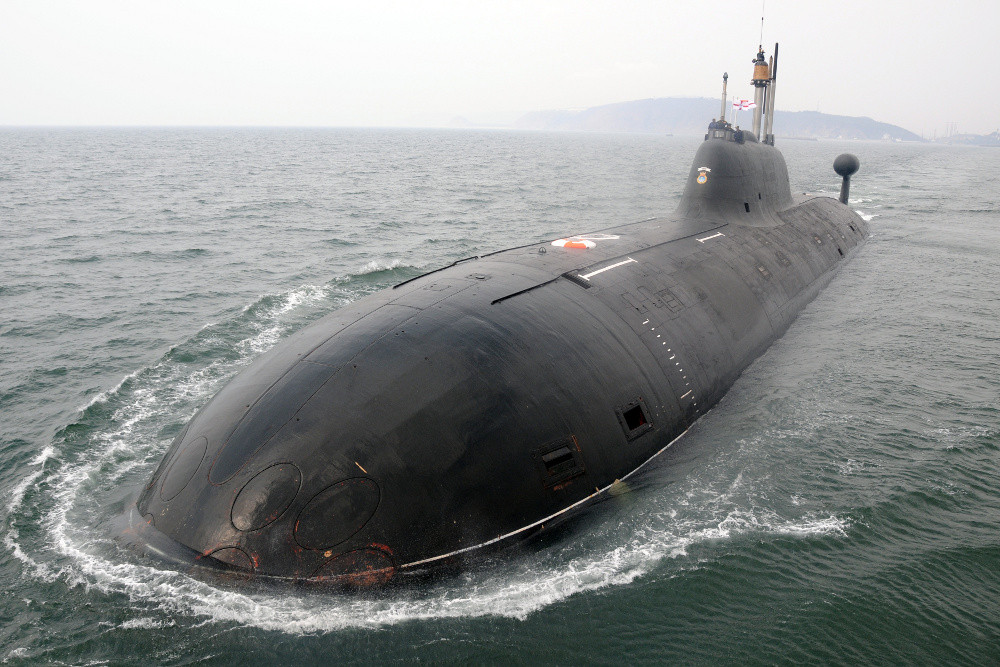
INS Chakra II

- Třída Arihant – raketonosné ponorky s jaderným pohonem
  - Arihant
  - Arighaat

- Třída Kalvari (6 ks) – konvenční ponorky francouzské třídy Scorpène
- Třída Sindhughosh (7 ks) – konvenční ponorky sovětského projektu 877EKM
- Třída Shishumar (4 ks) – konvenční ponorky německého typu 209

### Výsadkové lodě

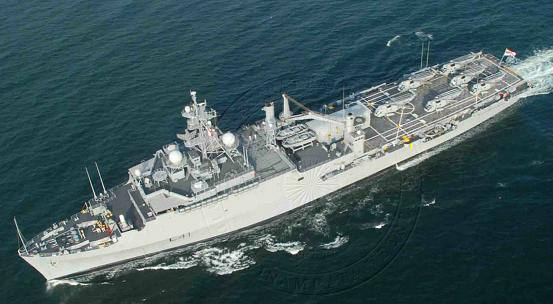
INS Jalashwa (L41)

- Jalashwa (L41, ex USS Trenton) – amphibious transport dock třídy Austin

- Třída Shardul (3 ks) – tanková výsadková loď
- Třída Magar (1 ks) – tanková výsadková loď
- Třída LCU Mk IV (8 ks) – vyloďovací čluny

### Hlídkové lodě
- Třída Super Dvora Mk II (objednáno 17 ks)
- Třída Sukanya (6 ks)
- Třída Trinkat (2 ks)
- Třída Bangaram (4 ks)
- Třída Car Nicobar (13 ks)
- Třída Saryu (4 ks)

### Pomocné lodě

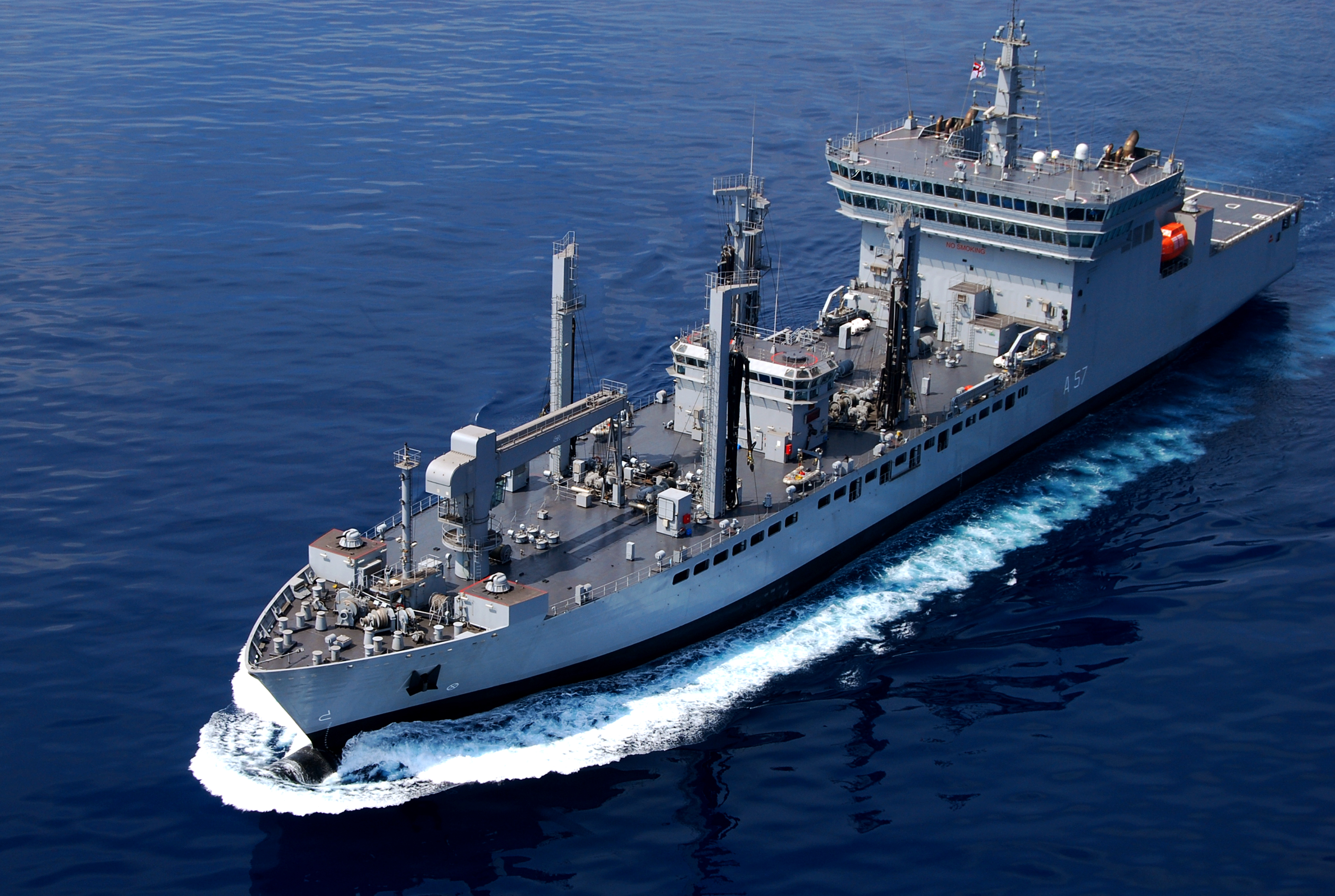
Shakti (A57)

- INS Jyoti (A58) – zásobovací tanker ruské třídy Komandarm Fedko
- INS Aditya (A59) – zásobovací tanker

- Třída Deepak – zásobovací tanker
  - Deepak (A50)
  - Shakti (A57)

- Třída Sandhayak – velká výzkumná loď
  - Sandhayak (J18)
  - Nirdeshak (J19)

- Třída Sandhayak – střední výzkumná loď
  - Investigator (J15)
  - Jamuna (J16)
  - Sutlej (J17)
  - Darshak (J21)
  - Sarvekshak (J22)

- Třída Nistar – potápěčská podpůrná loď, záchranná loď ponorek
  - Nistar (A16)

- INS Nireekshak (A15) – potápěčská podpůrná loď

- INS Anvesh (A41) – výzkumná loď (sledování balistických raket)

- INS Dhruv (A40) – výzkumná loď (sledování balistických raket)

## Plánované akvizice
- Třída Talwar (2 ks) – Budou zakoupeny dvě fregaty postavené indickou loděnicí Goa Shipyard Limited (GSL).
- Třída Nilgiri (6 ks) – Víceúčelové fregaty.
- INS Aridhaman – Raketonosná ponorka s jaderným pohonem třídy Arihant.
- Projekt 17 (3 ks) – Francouzské konvenční ponorky třídy Scorpène. Na první šestikusovou sérii má navázat druhá tříkusová.
- Projektu 17(I) (6 ks) – Konvenční ponorky dosud neznámého typu, vybavené pomocným pohonem nezávislým na přístupu atmosférického vzduchu (AIP). Do finálního výběru se dostala dvě konsorcia: první tvoří německá loděnice Thyssenkrupp Marine Systems (TKMS) a indická Mazagon Dock Limited (MDL) s derivátem Typu 214 a druhé španělská loděnice Navantia a indická Larsen & Toubro (L&T) s derivátem třídy Isaac Peral.[4]
- Třída HSL (5 ks, výtlak 44 000 tun) – Bojové podpůrné lodě. V roce 2019 byla jako dodavatel vybrána konsorcium tureckých loděnic TAIS, stavba proběhne v indické loděnici Hindustan Shipyard Limited (HSL) a L&T Shipbuilding.[5] Objednávka byla v roce 2023.[6]
- Malé protiponorkové lodě třídy ASW-SWC (15 ks) – Roku 2020 rozestavěna plavidla pro protiponorkový boj v mělkých vodách.[7]
- Oceánské hlídkové lodě třídy NGOPV (Next-Generation Offshore Patrol Vessel) (11 ks) – Loděnice Goa Shipyard Ltd (GSL) navrhne a postaví sedm jednotek, loděnice Garden Reach Shipbuilders and Engineers (GRSE) postaví zbývající čtyři jednotky.[8]
- Next Generation Missile Vessel (NGMV, 6 ks) – Loděnice Cochin Shipyard Limited (CSL).[8]
- Třída Sandhayak (3 ks) – Velká výzkumná loď.[9]
- INS Nipun (A17) – Potápěčská podpůrná loď.
- Cvičné lodě (3 ks) – Plavidla postaví indická loděnice L&T Shipbuilding. Dokončení je plánováno na rok 2026.